# أحمد عبد الله (مذيع)
أحمد عبد الله أعلامي و ممثل إماراتي

## بداياته
بدأ بتقديم  برامج للأطفال حينما كان عمره لا يتجاوز السنوات التسع، وحصل على جائزة أفضل مذيع، ضمن فئة البرامج الموجهة للأطفال في مهرجان الإعلام العربي بالقاهرة عام 2002، عبر برنامج «بالصغار نكبر»

## عن حياته
هو مذيع بقناة العربية ينتج ويقدّم البرنامج الأسبوعي عالم الكتب إلى جانب سهام بن زاموش. كان يقدّم وينتج برنامج العين الثالثة على نفس القناة. و قدم برنامج الميدان[ ؟ ] من الموسم السابع حتى الآن الموسم العاشر
وبرنامج "السنيار"إلى جانب  ليلى المقبالي
.كما شارك في تمثيل في عديد من الأعمال التلفزيونية وأهمها «قبل الأوان»، و«دبي لندن دبي»، و أفلام «دار الحي»، و«ثوب الشمس»، و«جن»، بالإضافة إلى «لا تحكم على الصورة»